# Fritz Hofmann
Fritz Hofmann (Berlin, 1871. június 19. – Berlin, 1927. július 14.) olimpiai bajnok német tornász, olimpiai ezüstérmes atléta.
Az 1896. évi nyári olimpiai játékokon indult tornában. Kötélmászásban bronzérmes lett. A férfi tornacsapat kapitányaként csapat korlátgyakorlatban és csapat nyújtógyakorlatban aranyérmes lett.
Öt atlétikai számban is indult még ugyanezen az olimpián. 100 méteres síkfutásban ezüstérmes lett. A többi versenyszámban (400 méteres síkfutás, hármasugrás, súlylökés, magasugrás) nem szerzett érmet.
Az 1906. évi nyári olimpiai játékokon (amit utólag nem hivatalos olimpiává nyilvánítottak) ismét indult atlétikában, de a 100 méteres síkfutásban nem tudta megismételni a 10 évvel azelőtti sikerét.